# Когит
Когит — река в Тарском районе Омской области России. Устье реки находится в 422 км по правому берегу реки Туй. Длина реки составляет 19 км. В 4 км от устья по правому берегу впадает река Тамсурка.

## Данные водного реестра
По данным государственного водного реестра России относится к Иртышскому бассейновому округу, водохозяйственный участок реки — Иртыш от впадения реки Омь до впадения реки Ишим, без реки Оша, речной подбассейн реки — бассейны притоков Иртыша до впадения Ишима. Речной бассейн реки — Иртыш.